# Айсханов, Султан Катаевич
Айсха́нов Султа́н Ката́евич (род. 15 июля 1944, Мерке, Джамбулская область) — российский учёный, руководитель отдела медико-биологических исследований Комплексного научно-исследовательского института РАН, заведующий кафедрой общей хирургии медицинского факультета ЧГУ, председатель фонда «Социальная защита и милосердие», вице-президент Академии Наук Чеченской Республики.

## Биография
Родился в депортации 15 июля 1944 года в селе Мерке Джамбульской области Казахской ССР. В 1960 году с золотой медалью окончил школу в Грозном.
- 1966 год — с отличием окончил Северо-Осетинский государственный медицинский институт;
- 1970 год — окончил клиническую ординатуру по абдоминальной хирургии в том же институте;
- 1973 год — на Пироговском обществе, в Санкт-Петербурге защитил кандидатскую диссертацию по теме «Послеоперационные легочные осложнения и особенности лечения некоторых острых хирургических заболеваний органов брюшной полости у лиц пожилого и старческого возраста»;
- 1974 год — получил высшую категорию хирурга;
- 1975—1989 годы — работал практическим хирургом в грозненской больнице скорой помощи;
- 1989 год — защитил докторскую диссертацию;
- 1992 год — включён в состав совета по организации Академии наук Чеченской Республики;
- С 1996 года по настоящее время — вице-президент Академии наук ЧР;
- С 1989 года по настоящее время — председатель фонда «Социальная защита и милосердие»;
- С 1991 года по настоящее время — руководитель кафедры хирургии медицинского факультета Чеченского государственного университета на базе грозненской больницы скорой помощи;

Внедрял новые методики проведения операций. Это позволило значительно снизить послеоперационные лёгочные осложнения у лиц пожилого и старческого возраста и уменьшить летальность. Во время работы в больнице скорой помощи одновременно вёл научные исследования по теме «Обоснование применения масляных препаратов в лечебной эндоскопии и хирургии заболевания желудка и 12-перстной кишки». В 1989 году в Ленинграде под руководством профессора А. Н. Гранова защитил докторскую диссертацию по этой теме.
Совместно с учёными и специалистами республики издаёт сборник на «Экстремальные состояния в медицине. Вопросы неотложной помощи». В 2002 году опубликовал пять научных работ по абдоминальной хирургии и экстремальной медицине.
В лаборатории экстремальной медицины с группой соавторов создаёт новую медицинскую аппаратуру (чемодан-каталка, гемостатический браслет, оклюзионный пояс, обтюратор прямой кишки). В 2005 году принял участие во Всероссийском конкурсе «Старт 2005» с инновационным проектом «Разработка и серийный выпуск аппаратуры по экстремальной медицине на территории Чеченской Республики». Его проект был признан лучшим в области здравоохранения.
В 2004 году выдвигал свою кандидатуру на пост президента Чеченской Республики, но, не дожидаясь выборов, снял её «по личным соображениям».